# پلگولین
پلگولین (Pelgulinn) یکی از زیربخش‌های شهر تالین، استونی است که ۱۵۹۴۹ نفر جمعیت دارد.

## نگارخانه

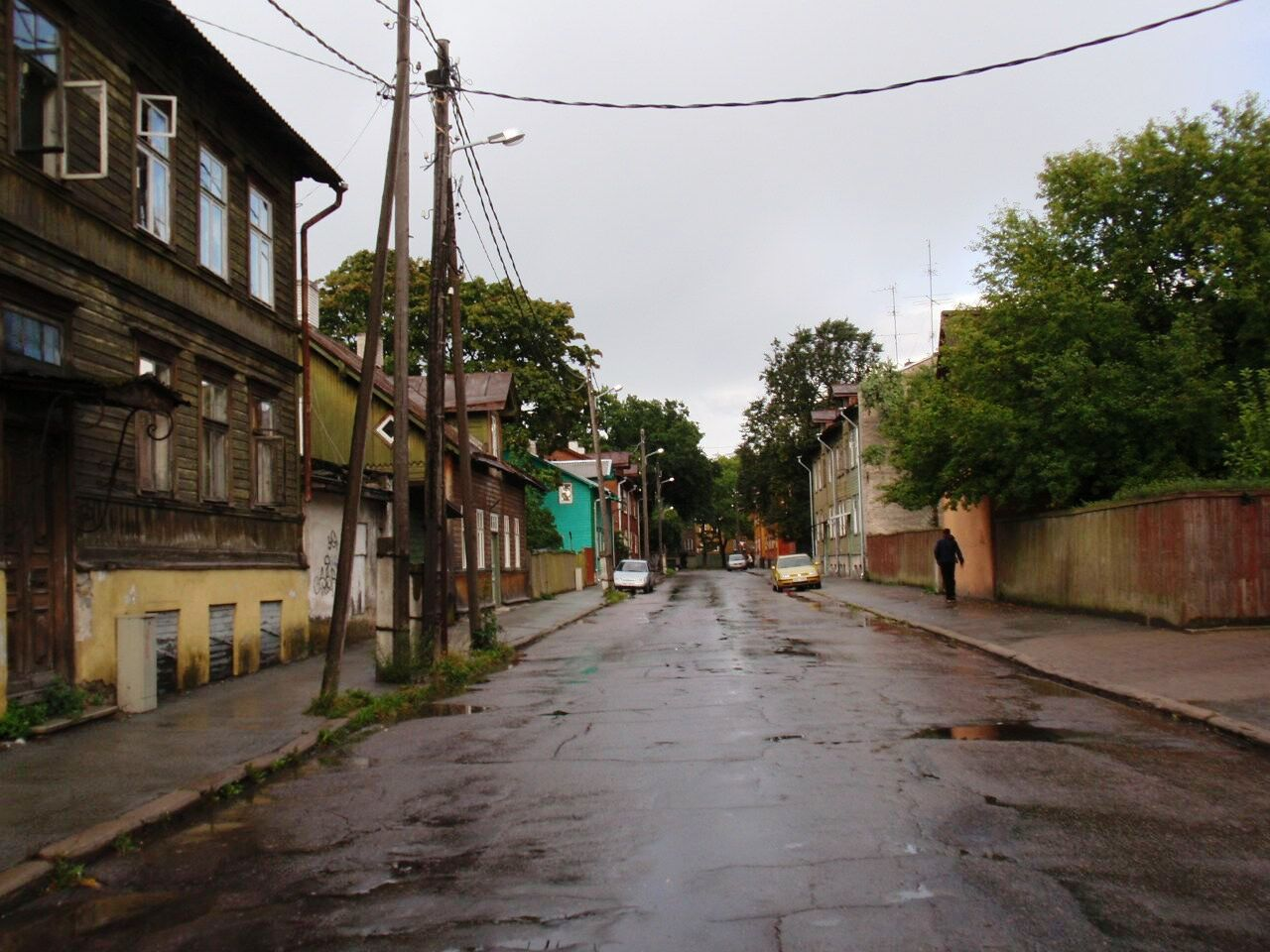
قدیمی‌ترین قسمت پلگولین، خیابان هاریاپا.
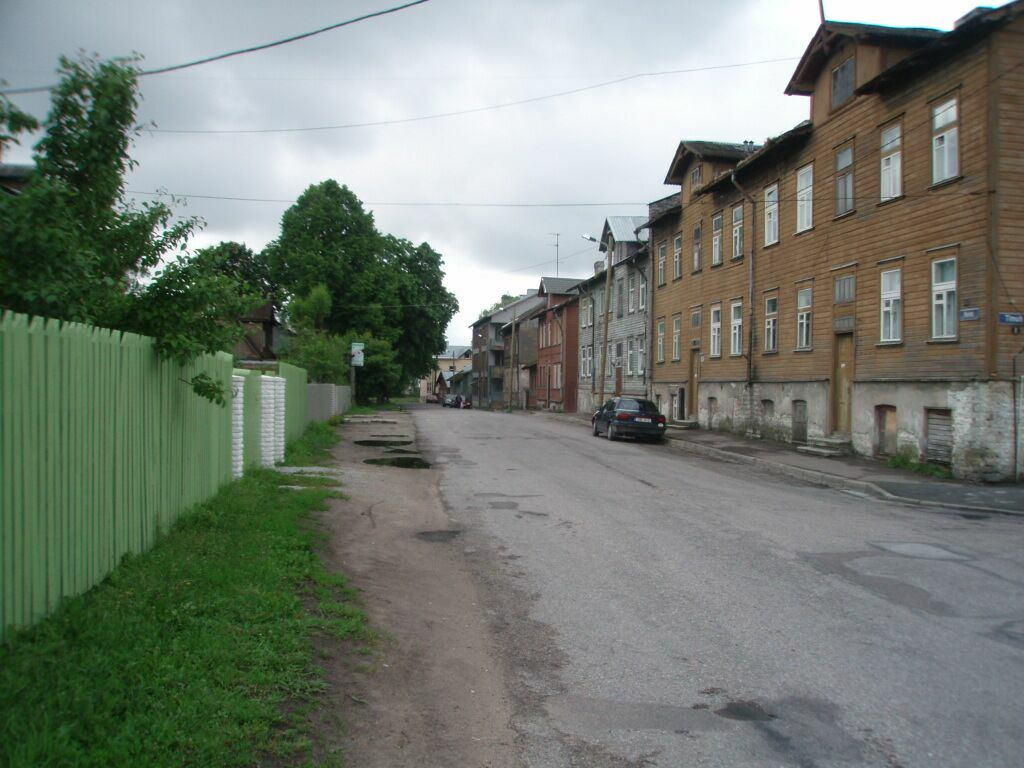
خیابان هینا
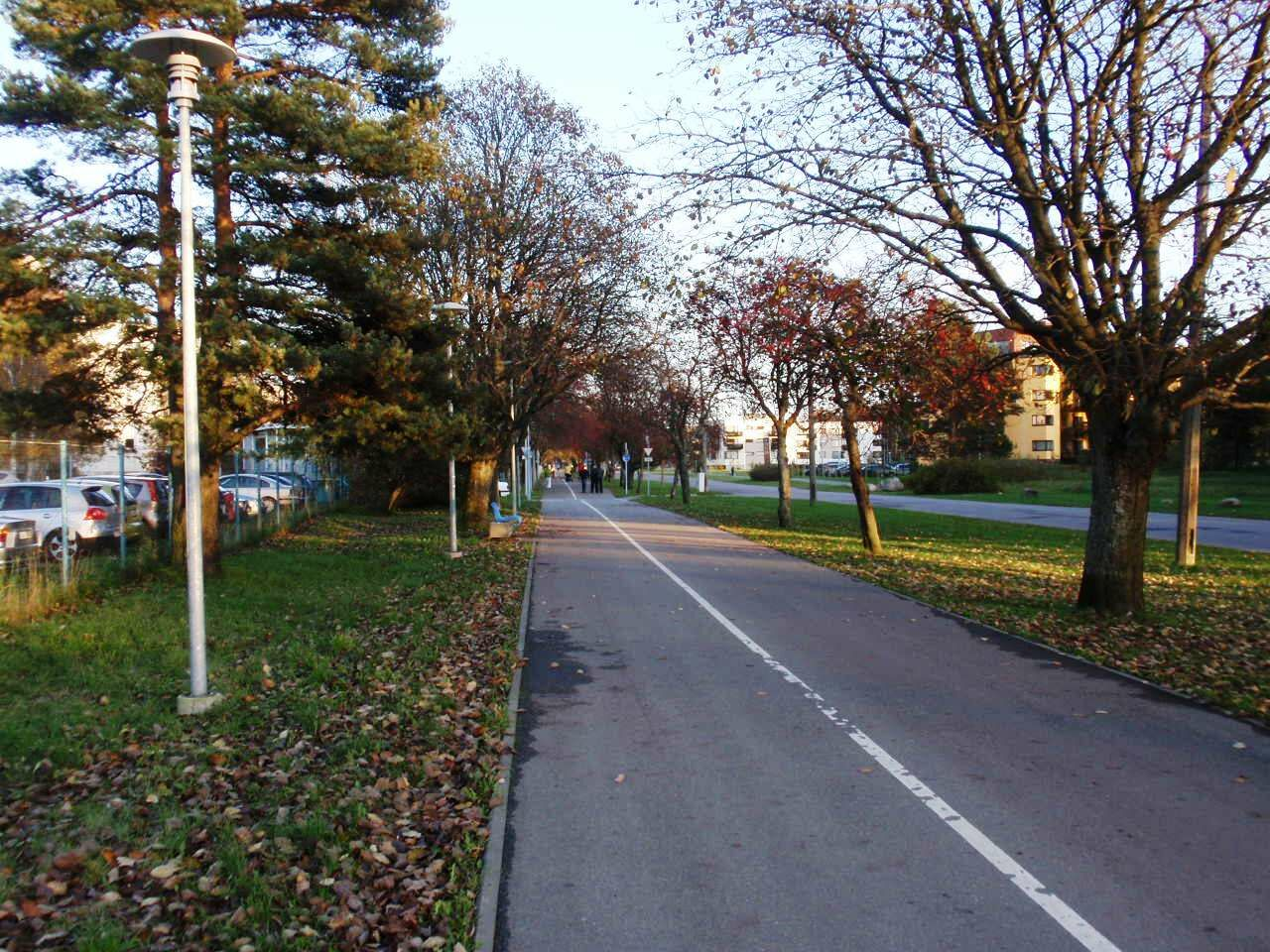
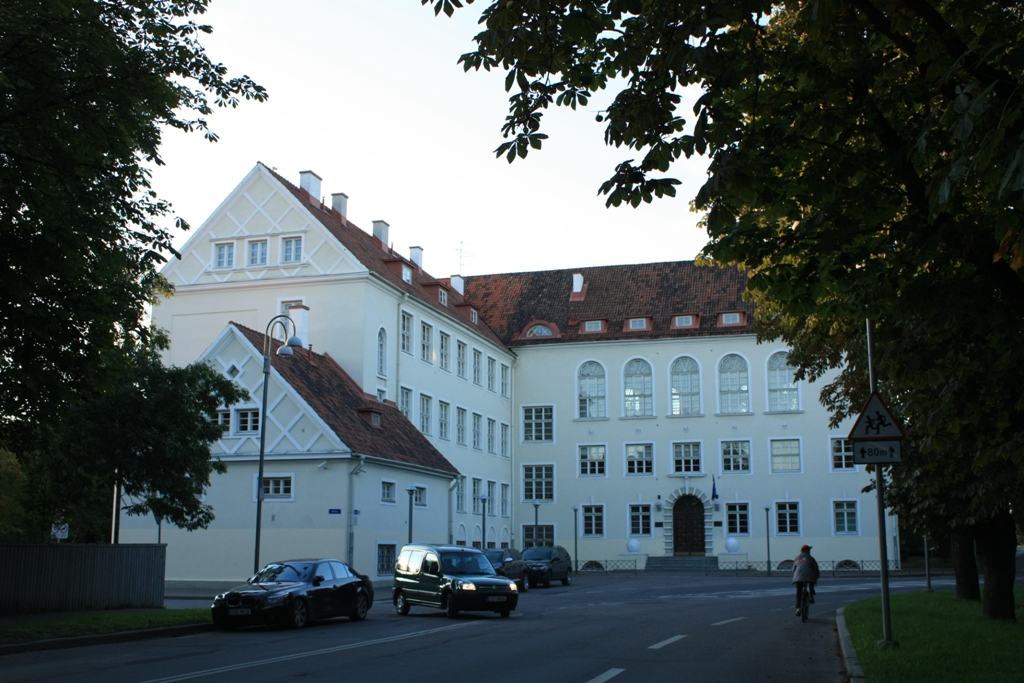
دبستان ریستیکو
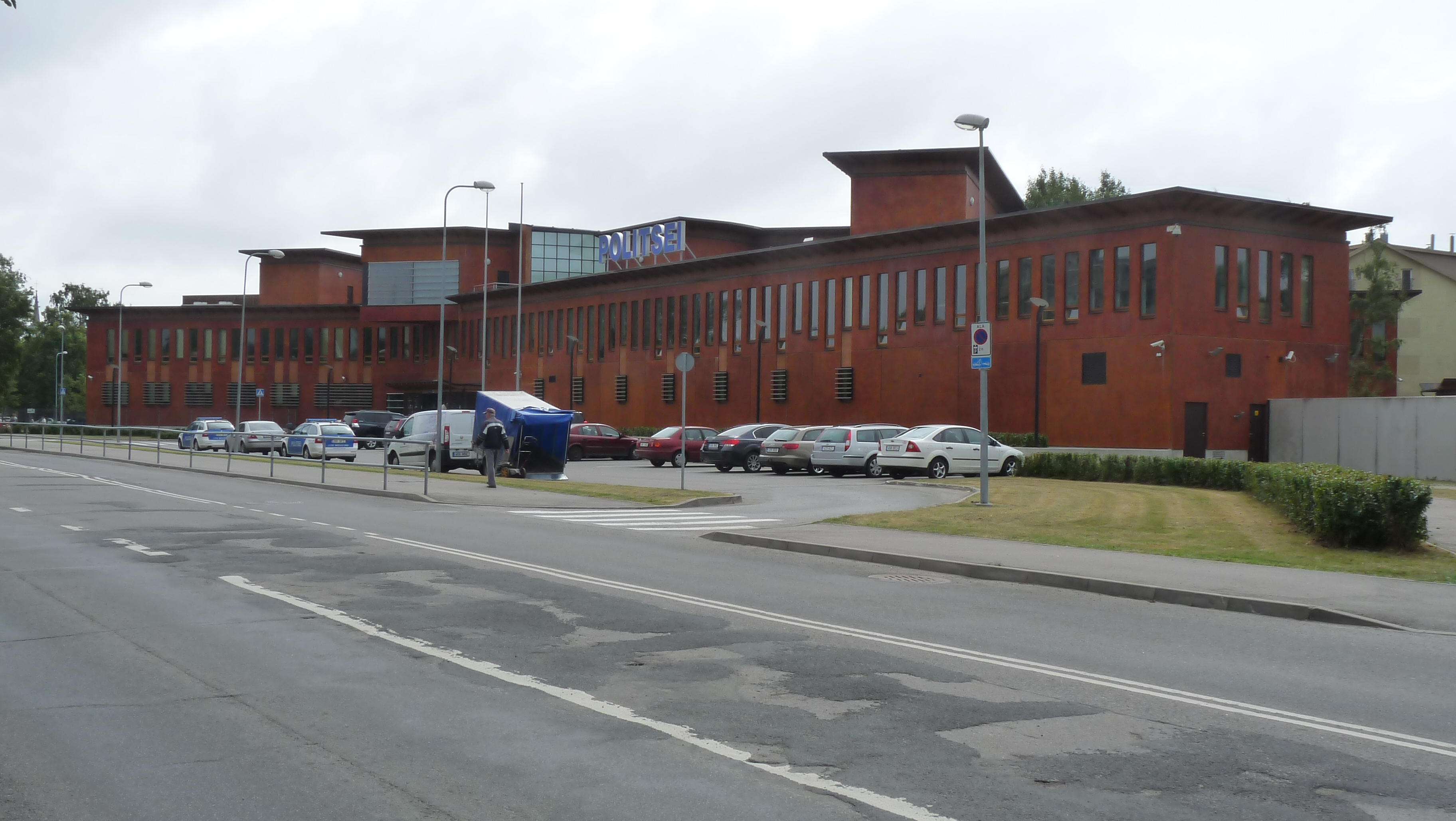
ایستگاه پلیس
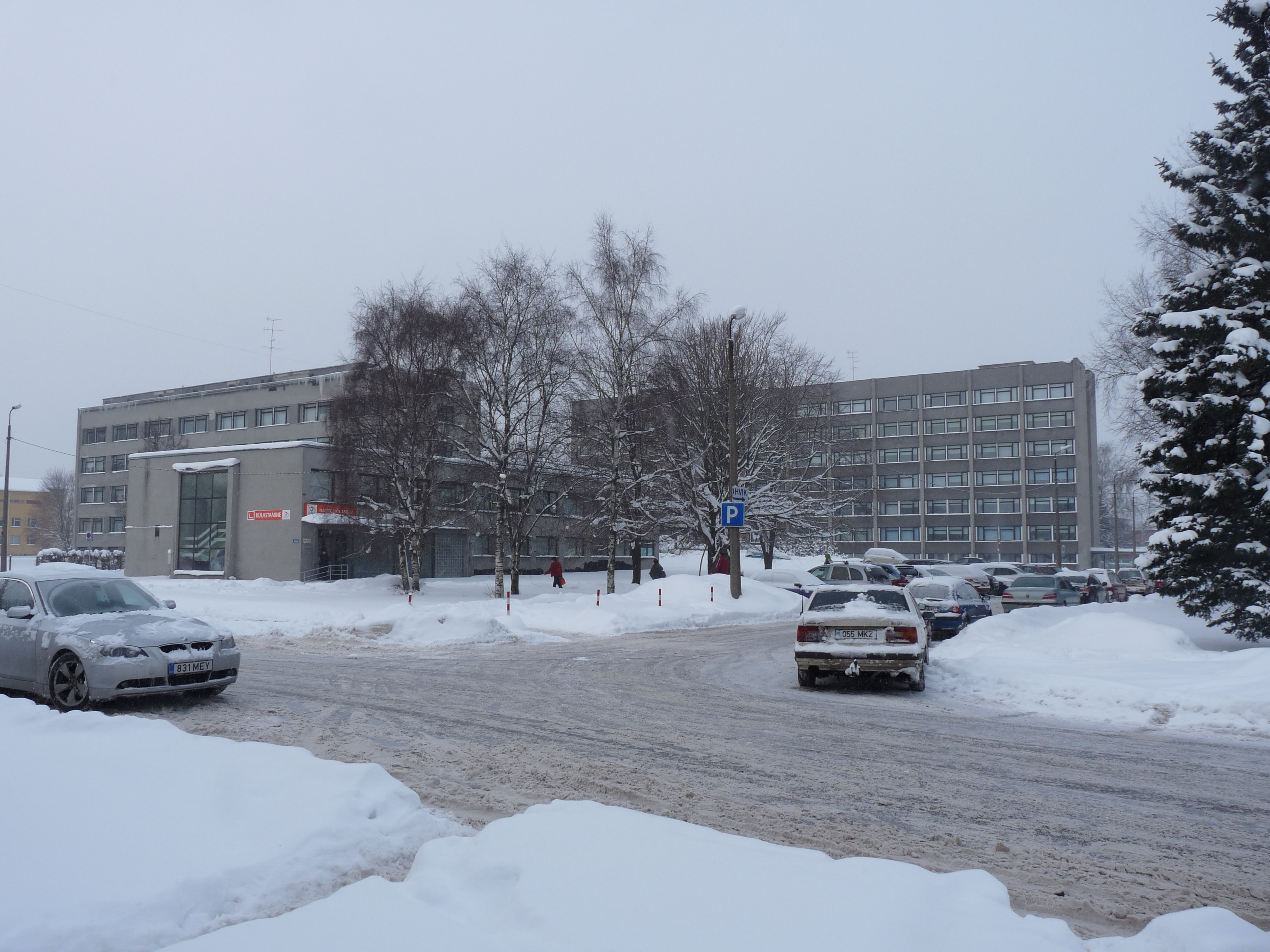
بیمارستان زایمان پلگولین